# نهر أراغوري (أمابا)
نهر أراغواري (بالبرتغالية: Rio Araguari River‏) هو النهر الرئيسي لولاية أمابا في شمال شرق البرازيل. يشتهر بين لاعبي الركمجة لأن أمواجه يمكن أن تستمر عدة دقائق. في عام 2013 ، تم بناء ثلاثة سدود في النهر لتوليد الطاقة الكهرومائية. أنهت السدود تجويف المد والجزر الذي غيّر تدفق المياه في الأمازون، وتسبب في تآكل كبير للأرض وألحق أضرارًا بأرخبيل بيليك.
يتدفق النهر عبر غاباتٍ رطبة.